# Sandy Island (Carriacou)
Sandy Island är en ö i Grenada. Den ligger i den norra delen av landet, 60 km nordost om huvudstaden Saint George's.